# (38071) 1999 GU3
(38071) 1999 GU3 est un astéroïde Amor potentiellement dangereux découvert en 1999.

## Description
(38071) 1999 GU3 a été découvert le 10 avril 1999 à l'observatoire Magdalena Ridge, situé dans le comté de Socorro, au Nouveau-Mexique (États-Unis), par le projet Lincoln Near-Earth Asteroid Research (LINEAR).

### Caractéristiques orbitales
L'orbite de cet astéroïde est caractérisée par un demi-grand axe de 2,9 ua, un périhélie de 1,03 ua, une excentricité de 0,51 et une inclinaison de 12,73° par rapport à l'écliptique. Du fait de ces caractéristiques, à savoir un périhélie compris entre 1,017 et 1,3 ua, il est classé, selon la JPL Small-Body Database, comme astéroïde Amor, une famille d'astéroïdes géocroiseurs, s'approchant de l'orbite de la Terre. Il est en outre considéré comme un objet potentiellement dangereux, car sa distance minimale à l'orbite terrestre est inférieure à 0,05 UA et son diamètre est d'au moins 150 mètres

### Caractéristiques physiques
(38071) 1999 GU3 a une magnitude absolue (H) de 19,6 et un albédo estimé à 0,365.